# L'Adage
Pour les articles homonymes, voir Adage (homonymie).
Pour plus de détails, voir Fiche technique et Distribution.
L'Adage est un court métrage français réalisé  par Dominique Delouche, sorti en 1964.

## Synopsis
Les danseurs étoiles de l'Opéra de Paris, Nina Vyrobouva et Attilio Labis, au cours des répétitions de Giselle, ou les Wilis et sur scène.

## Fiche technique
- Titre : L'Adage
- Réalisateur : Dominique Delouche
- Assistants réalisateurs : Alain Jomy, François Porcile
- Scénario : Dominique Delouche
- Script-girl : Etty Barmat
- Commentaire : texte de Heinrich Heine lu par Laurent Terzieff et Pascale de Boysson
- Directeur de la photographie : Gilbert Sarthre
- Cameraman : Gaston Muller
- Photographe : Frances Ashley
- Musique : Giselle, ou les Wilis d'Adolphe Adam (1841) et La Nuit transfigurée d'Arnold Schönberg (1899), extraites du disque Vog PL 10460
- Montage : Danielle Anezin
- Costumes : Jean-Paul Bouissac
- Producteur : Dominique Delouche
- Société de production : Les Films du Prieuré
- Sociétés de distribution : Les Flms du Prieuré (cinéma), Doriane Films (DVD, 2008, en complément de Serge Lifar musagète)
- Pays d'origine : France
- Genre : Documentaire
- Durée : 15 minutes
- Format : Noir et blanc - Négatif et Positif : 35 mm - Son : Mono - Format : 1 x 1,37
- Tournage : en novembre 1963 à l'Opéra de Paris, Place de l'Opéra, 75009 Paris
- Copyright by Les Films du Prieuré 1963
- Date de sortie : 1964
- Visa : 27847 (délivré le 25 juin 1963)

## Distribution
- Nina Vyroubova, première danseuse étoile de l'Opéra de Paris
- Attilio Larbis, premier danseur étoile de l'Opéra de Paris

## Distinctions
- 1964 : Gondole d'argent au Festival de Venise
- 1964 : Orchidée d'Or au Festival de Nervi (Italie)

## Autour du film
- Le film est également inclus dans un programme de sept courts métrages de Dominique Delouche de 1984, « Le Spectre de la danse et autres films » (81 minutes)